# Aeropuerto Internacional de la Ciudad de Bacolod-Silay

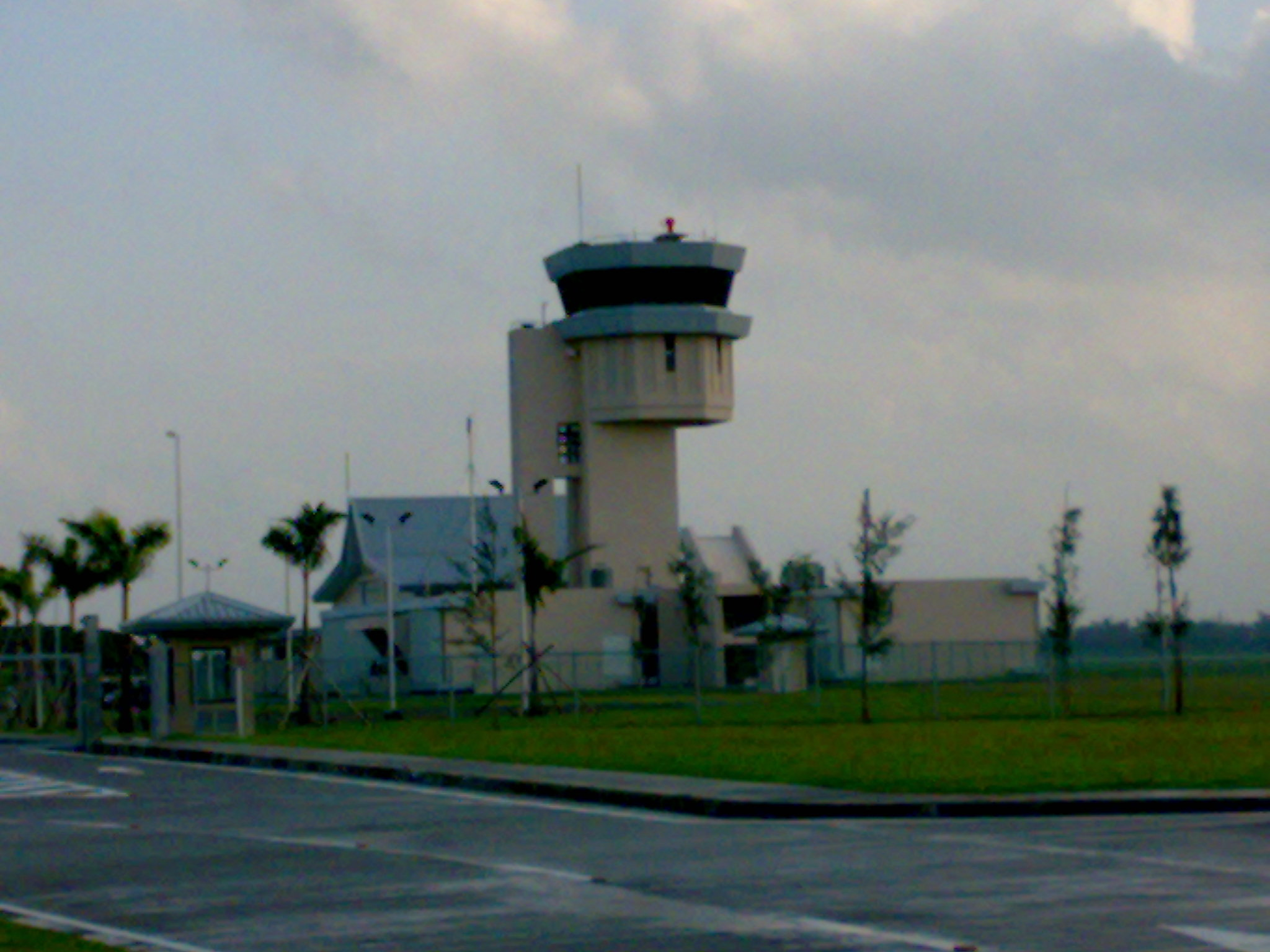
La Torre de Control del Aeropuerto Internacional de la Ciudad de Bacolod-Silay.

El Aeropuerto Internacional de la Ciudad de Bacolod-Silay (Filipino: Paliparang Pandaigdig ng Bacolod-Lungsod ng Silay, Hiligaynon: Internasyonal nga Hulugpaan sang Bacolod-Dakbanwa sang Silay) (IATA: BCD, OACI: RPVB) es un aeropuerto internacional que atiende el área de Ciudad de Bacolod, capital de Negros Occidental en Filipinas. Este aeropuerto reemplaza al Aeropuerto Doméstico de la Ciudad de Bacolod ubicado en la Ciudad de Bacolod. El Aeropuerto Internacional de la Ciudad de Bacolod-Silay ha heredado sus códigos IATA e ICAO del aeropuerto anterior.
El aeropuerto se encuentra a quince kilómetros al noreste de la Ciudad de Bacolod en un espacio de 181 hectáreas en Barangay Bagtic Ciudad de Silay. Se trata del tercer aeropuerto internacional de Visayas, y el segundo en la región Oeste de Visayas, tras el Aeropuerto Internacional de Mactan-Cebú y el Aeropuerto Internacional de Iloilo en la isla vecina de Panay.

## Historia
La planificación de un nuevo aeropuerto en la Ciudad de Bacolod comenzó en 1997, cuando la Agencia de Cooperación Internacional de Japón inició un estudio para indicar la necesidad de ampliar cuatro aeropuertos filipinos: el Aeropuerto Doméstico de Ciudad de Bacolod, Aeropuerto de Mandurriao en la Ciudad de Iloilo, el Aeropuerto de Legazpi en la Ciudad de Legazpi y el Aeropuerto Daniel Z. Romualdez en la Ciudad de Tacloban. De los cuatro aeropuertos, dos han sido completados (Iloilo y Bacolod), y dos están en planificación (Legazpi y Tacloban).
En febrero de 1999, se presentó otro estudio, en esta ocasión detallando los planes del nuevo aeropuerto. El estudio fue concluido en marzo de 2000 y fue dotado de una garantía de 430 millones de yenes. Inmediatamente después de la conclusión del estudio, JICA contrató a Pacific Consultants International como publicitarios del proyecto.
El comienzo del proyecto comenzó el 25 de agosto de 2003, con el contrato de construcción a la unión temporal de empresas Takenaka-Itochu (TIJV). La construcción física, valorada en 4.300 millones de pesos, comenzó en agosto de 2004. Se propuso la meta de que el aeropuerto estuviese concluido en novecientos días, lo que correspondía a enero de 2007.
El aeropuerto fue concluido el 16 de julio de 2007, aunque propició un debate sobre si debía ser abierto o no debido a su longitud de pista. Estaba planificada una ampliación en quinientos metros para acomodar a los aviones grandes.
El primer avión en aterrizar en el aeropuerto fue un pequeño turbohélice de catorce plazas, propiedad de Vincent Aviation. El Reims-Cessna F406 con registro aeronáutico número ZK-VAF, pilotado por Steve Gray de New Zealand aterrizó en el aeropuerto a las 9:55 de la mañana del 26 de septiembre de 2007.
El aeropuerto fue oficialmente inaugurado y comenzó a contar con operaciones frecuentes el 18 de enero de 2008, y el primer vuelo comercial en aterrizar fue el vuelo 5J 473 de Cebu Pacific procedente de Manila, un Airbus A319-100 que aterrizó a las 5:22am, hora local, del mismo día.
El primer vuelo internacional en aterrizar en el aeropuerto fue un chárter desde Kazajistán que aterrizó el 2 de enero de 2009.

## Infraestructura

### Pista
El Aeropuerto Internacional de la Ciudad de Bacolod-Silay tiene una pista principal de 45m de ancho y 2.000 metros de largo, un poco más que sus predecesoras. La pista está orientada como 03/21, y puede acoger aviones tan grandes como el Airbus A330. Se confirmó la intención de ampliar la pista en 500 m para acomodar a aviones como el Boeing 747 el 23 de mayo de 2009, cuando se anunció que el gobierno filipino había aprobado la ampliación de pista, y esperando que se comience a construir en el 3.º o 4.º trimestre de 2009. El 7 de enero de 2012, comenzó ZestAir vuelos comerciales internacionales desde y hacia Incheon, Corea del Sur.
La pista está dotada de ILS, haciendo posible aterrizar de noche y con baja visibilidad.

### Terminal de pasajeros
El complejo aeroportuario está diseñado para acomodar a más de un millón de pasajeros y 16.715 toneladas de carga anuales e incluye 21 edificaciones con una superficie de 10.075 m².
El mayor edificio consta de 6.187 m² y es la terminal de pasajeros principal con tres plantas. La planta baja alberga los mostradores de facturación, la zona de acceso libe, la sala de llegadas y el mostrador de información. La segunda planta alberga los tres espacios de espera con sus salas VIP y CIP; estas zonas poseen además tres fingers sobre una plataforma capaz de acoger a cinco aeronaves simultáneamente. La oficina de transporte aéreo se encuentra también en la segunda planta, así como el área de seguridad y una enfermería. En la tercera planta se encuentra el mirador junto con las zonas de mantenimiento.

## Aerolíneas y destinos
| Aerolíneas                | Destinos                     |
| ------------------------- | ---------------------------- |
| Cebu Pacific              | Cagayán de Oro, Cebú, Manila |
| PAL Express               | Cebú, Manila                 |
| South East Asian Airlines | Manila                       |
| ZestAir                   | Manila, Incheon              |